# Old Billingsgate Market
Old Billingsgate Market est un ancien marché aux poissons situé dans le quartier de la City à Londres. Le bâtiment de style victorien abritait à l’origine le Billingsgate Fish Market (en), le plus grand marché au poisson du monde au XIXe siècle.

## Histoire
Le premier bâtiment de Billingsgate a été construit en 1850 par John Jay le long de la Tamise, sur Lower Thames Street, pour abriter le marché au poisson qui se déroulait jusqu'alors dans les rues. Ce bâtiment a été démoli vers 1873 et remplacé par la halle actuelle, dessinée par l’architecte de la ville Horace Jones et construit par John Mowlem & Co. en 1875.
En 1982, les activités du marché au poisson ont été déplacées sur un nouveau site sur l’Île aux Chiens dans l’est de Londres. Le bâtiment de 1875 a alors été restauré par l’architecte Richard Rogers.
Désormais utilisé pour des événements, comme le MTV tribute for The Cure en 2004 ou le Club France lors des Jeux olympiques d'été de 2012, il est un monument classé de grade II et reste un élément marquant du paysage londonien.

## Galerie

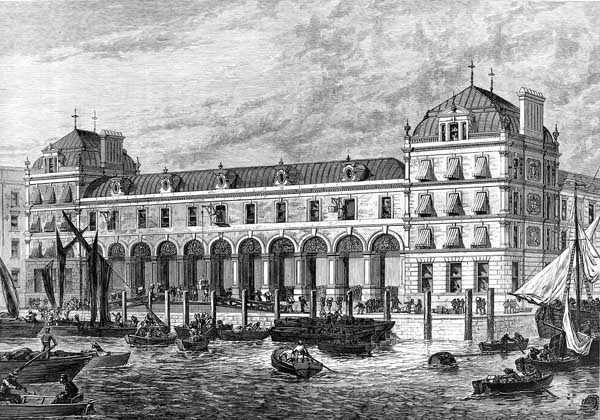
Billingsgate Market en 1876.
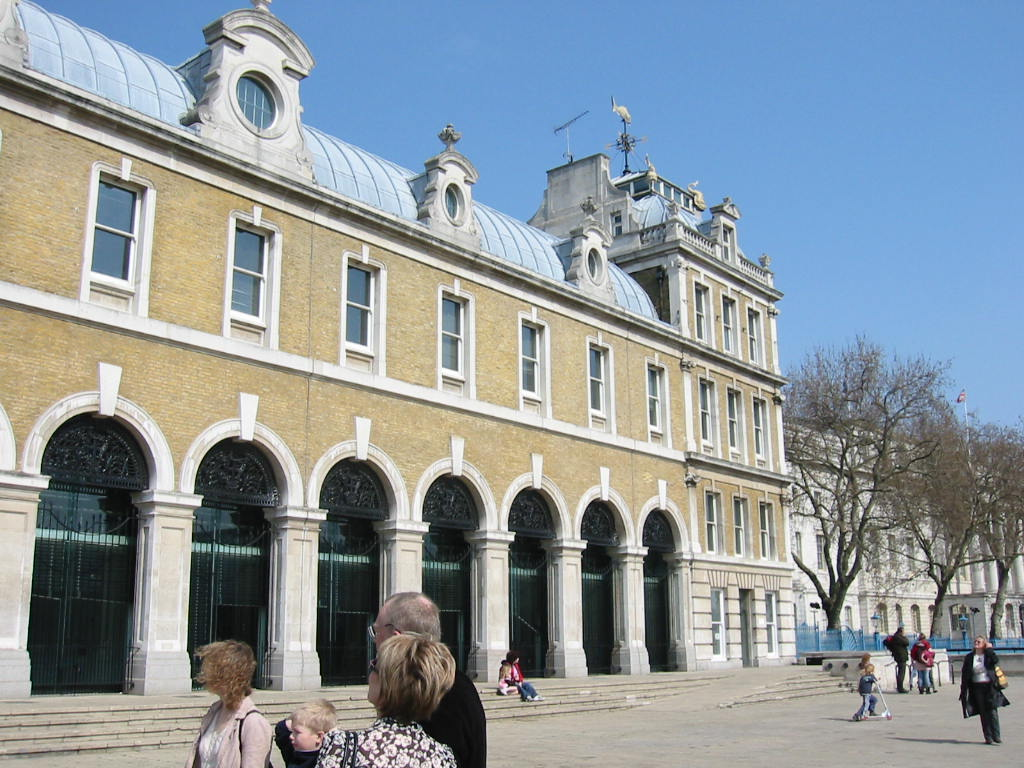
Vue de la façade du bâtiment.
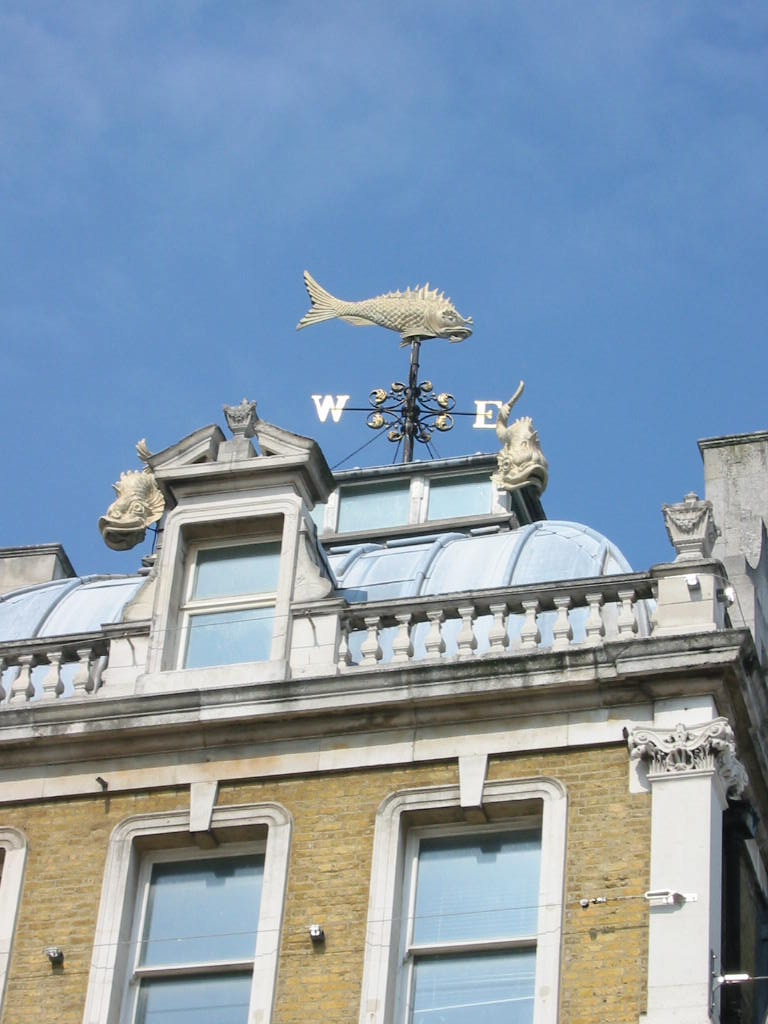
Détail d’une girouette.
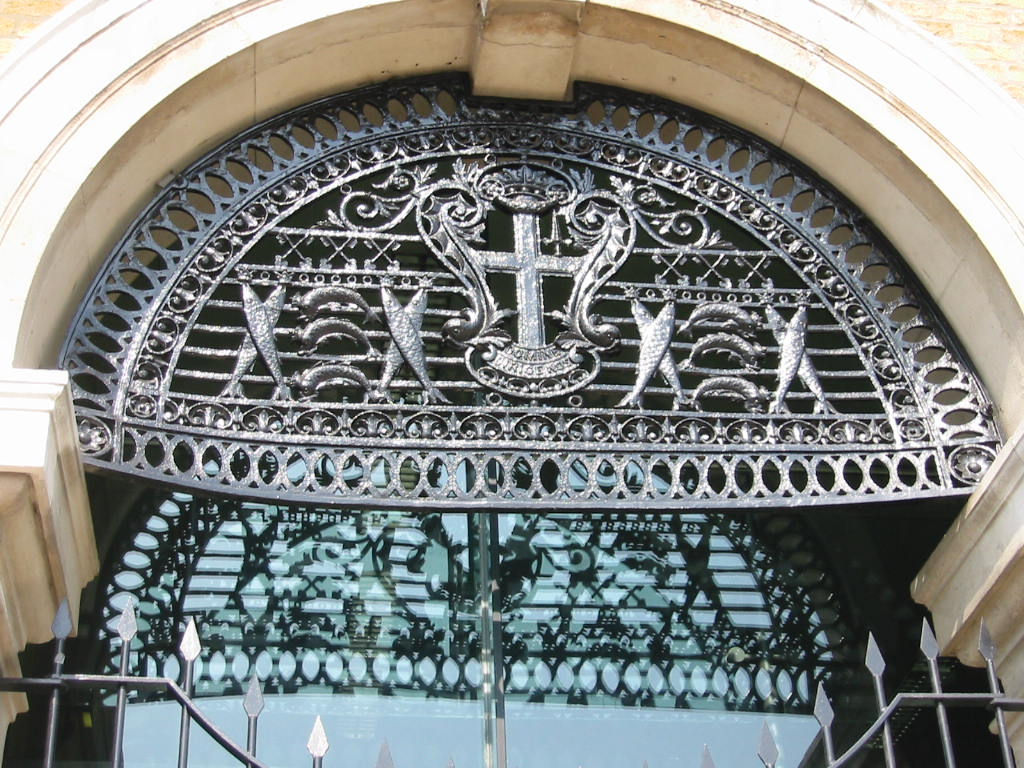
Détail de la porte.